# Federação Pernambucana de Futsal
La Federação Pernambucana de Futsal (conosciuta con l'acronimo di FPFS) è un organismo brasiliano che amministra il calcio a 5 nella versione FIFA per lo stato di Pernambuco.
Fondata il 10 maggio 1962, la FPFS ha sede nel capoluogo Recife ed ha come presidente Edson Domingues Nogueira. La sua selezione ha un discreto palmarès che comprende un Brasileiro de Seleções de Futsal nel 1993 (a cui si aggiungono un secondo posto nel 1987 ed un terzo nel 1997), un Brasileiro de Seleções Sub-17 de Futsal nel 2007, e dueBrasileiro de Seleções Sub-15 de Futsal nel 2006 e 2008.

## Palmarès
- 1 Brasileiro de Seleções de Futsal: 1993
- 1 Brasileiro de Seleções Sub-17 de Futsal: 2007
- 2 Brasileiro de Seleções Sub-15 de Futsal: 2006, 2008